# 西堂久俊
西堂 久俊（にしどう ひさとし、2001年3月27日 - ）は、千葉県出身のプロサッカー選手。ポジションはミッドフィールダー。

## 来歴
千葉県出身でVITTORIAS FCから名門・市立船橋高校に進学。高校時代からJ1のチームからオファーが来ていたが、断りをいれて早稲田大学に進学。大学生になると3年時に複数クラブの争奪戦の末、FC東京に加入内定が決まった。
2023年8月2日、ジェフユナイテッド市原・千葉への育成型期限付き移籍が発表された。移籍期間は24年1月31日まで。
2024年、鹿児島ユナイテッドFCに期限付き移籍するも、8月にFC岐阜に移籍先を変更して期限付き移籍。同シーズン終了後、期限付き移籍期間満了により岐阜を退団。
2025年、FC東京への復帰が発表された。

## 所属クラブ
- VITTORIAS FC
- 船橋市立船橋高等学校
- 早稲田大学
  - 2021年 - 2022年  FC東京（特別指定選手）
- 2023年 -  FC東京
  - 2023年8月 - 同年12月  ジェフユナイテッド市原・千葉 (育成型期限付き移籍)
  - 2024年 - 同年8月  鹿児島ユナイテッドFC (期限付き移籍)
  - 2024年8月 - 同年12月  FC岐阜 (期限付き移籍)

## 個人成績
| 国内大会個人成績 | 国内大会個人成績 | 国内大会個人成績 | 国内大会個人成績 | 国内大会個人成績 | 国内大会個人成績 | 国内大会個人成績 | 国内大会個人成績 | 国内大会個人成績 | 国内大会個人成績 | 国内大会個人成績 | 国内大会個人成績 |
| 年度             | クラブ           | 背番号           | リーグ           | リーグ戦         | リーグ戦         | リーグ杯         | リーグ杯         | オープン杯       | オープン杯       | 期間通算         | 期間通算         |
| 年度             | クラブ           | 背番号           | リーグ           | 出場             | 得点             | 出場             | 得点             | 出場             | 得点             | 出場             | 得点             |
| 日本             | 日本             | 日本             | 日本             | リーグ戦         | リーグ戦         | リーグ杯         | リーグ杯         | 天皇杯           | 天皇杯           | 期間通算         | 期間通算         |
| ---------------- | ---------------- | ---------------- | ---------------- | ---------------- | ---------------- | ---------------- | ---------------- | ---------------- | ---------------- | ---------------- | ---------------- |
| 2023             | FC東京           | 36               | J1               | 0                | 0                | 2                | 0                | 1                | 0                | 3                | 0                |
| 2023             | 千葉             | 65               | J2               | 4                | 0                | -                | -                | -                | -                | 4                | 0                |
| 2024             | 鹿児島           | 65               | J2               | 10               | 1                | 2                | 0                | 1                | 0                | 13               | 1                |
| 2024             | 岐阜             | 65               | J3               | 3                | 0                | -                | -                | -                | -                | 3                | 0                |
| 2025             | FC東京           | 36               | J1               |                  |                  |                  |                  |                  |                  |                  |                  |
| 通算             | 日本             | 日本             | J1               | 0                | 0                | 2                | 0                | 1                | 0                | 3                | 0                |
| 通算             | 日本             | 日本             | J2               | 14               | 1                | 2                | 0                | 1                | 0                | 17               | 1                |
| 通算             | 日本             | 日本             | J3               | 3                | 0                | -                | -                | -                | -                | 3                | 0                |
| 総通算           | 総通算           | 総通算           | 総通算           | 17               | 1                | 4                | 0                | 2                | 0                | 23               | 1                |

出場歴
- Jリーグ初出場 - 2023年10月22日 J2第39節 東京ヴェルディ戦 (味の素スタジアム)
- Jリーグ初得点 - 2024年3月16日 J2第4節 ジェフユナイテッド千葉戦 (白波スタジアム)

## タイトル

### 選抜
関東選抜A
- デンソーカップサッカー（2021年）

### 個人
- デンソーカップサッカー・ベストイレブン（2021年）

## 代表歴
- U-16日本代表
  - U-16インターナショナルドリームカップ（2017年）
- U-18日本代表
  - ポルトガル遠征（2019年）